# Easytronic
Easytronic – zastrzeżona przez markę Opel nazwa handlowa półautomatycznej skrzyni biegów używanej w niektórych modelach marki Opel/Vauxhall.
Easytronic nie jest rozwiązaniem typu Tiptronic, ponieważ nie posiada konwertera momentu obrotowego. Jest to zasadniczo konwencjonalna manualna skrzynia biegów z jednym suchym sprzęgłem. Zmiany biegów są realizowane przez specjalne elektryczne siłowniki i nadzorowane przez sterownik silnika.
Ten typ skrzyni biegów jest zazwyczaj używany w samochodach przednio-napędowych, takich jak: Corsa 1.0 & 1.2 & 1.3D, Tigra 1.4 90 KM, Meriva 1.6 & 1.8, Astra 1.4 &1.6, Zafira 1.8 140 KM i Vectra/Signum 1.8 140 KM.
Skrzynia jest produkowana dla marki Adam Opel AG przez ZF Friedrichshafen AG.